# 2000년대
2000년대는 2000년부터 2009년을 가리킨다. 20세기와 제2천년기의 마지막 연대이자, 21세기와 제3천년기의 첫 연대이다.
2000년대에는 인터넷이 세계적으로 보급되며, 본격적인 디지털 시대가 개막했다. 특히 세계적으로 2000년대 초중반을 기점으로 초고속인터넷이 대중화되고 일반 가정과 사회에 보급되면서, 디지털 망을 통해 정보가 공유되는 정보 지식화 사회의 기반을 마련했다. 이러한 디지털 매체의 대중화와 발전은 2010년대에 도래한 유비쿼터스 사회가 구축되는데 큰 역할을 하였고 아날로그를 정보의 전달 방식에서 완전히 도태시키는 결과를 가져왔다. 디지털 매체의 부흥에 따라, 아날로그 매체는 2000년대 전체에 걸쳐 서서히 그 영향력을 디지털에게 내주었으나 완전한 세대교체는 이루어지지 않았다. 이 때문에 2000년대는 20세기와 21세기의 과도기로 분류하기도 하며, 아날로그와 디지털이라는 두 가지의 정보 전달 방식이 혼재하여 존재하는 독특한 시대성 특성을 가졌다고 평가받는다.
2000년대의 인터넷은 1990년대 후반에 도입, 대중화된 초고속인터넷이 주류 자리를 차지했으며 전자시장은 분야별로 세분화되어 있었다. 그러나 기술의 한계로 인류가 상황에 구애받지 않고 디지털화된 정보를 얻을 수 있는 유비쿼터스는 실현되지 못했으며, 이로 인해 아날로그의 정보전달방식을 완전히 대체하는데 실패했다. 2000년대부터 휴대 전화(피쳐폰)이 여러 기능을 추가하여 전자시장을 흡수하려는 시도를 했었으나 인류와 디지털의 상시연결은 2011년 여름부터 스마트폰의 보급 시작 후 2013년 중반 대중화와 함께 실현되었으며, 스마트폰이 기존 전자시장의 기능을 흡수함에 따라 세분화되어 있던 전자시장에도 격변이 일어났다. 이 때문에 기존의 전자시장은 스마트폰의 대중화와 함께 몰락하였고, 디지털 시대의 상징으로 여겨졌던 컴퓨터와 텔레비전 등도 스마트폰의 발전과 함께 위치를 위협받는 상황에 이르렀다.

## 사건
- 2000년
  - 조선민주주의인민공화국 평양에서 남북 정상 회담이 개최되다.
  - 현지시간 11월 7일 미국 대통령 선거에서 조지 워커 부시가 당선되다.
  - 비둘기호가 폐지되었다.
  - 서울 지하철 7호선 전구간이 완전 개통되었다.
- 2001년
  - 21세기가 시작되다.
  - 위키백과 설립되다
  - 빌 클린턴 행정부 시대가 막을 내리다.
  - 조지 워커 부시 행정부가 출범하였다.
  - 여성특별위원회가 여성부로 개편되다.
  - 당시 일본 내 영화 흥행 순위 1위를 기록한 센과 치히로의 행방불명이 개봉하다.
  - IMF 외환위기가 끝나다.
  - 미국 9·11 테러가 발생하다.
  - 미군이 아프가니스탄을 공격하여, 탈레반 정권이 붕괴되다.
  - 인천국제공항이 개항되다.
  - 서울 지하철 6호선 전구간이 완전 개통되었다.
- 2002년
  - 미국 유타주 솔트레이크 시티에서 2002년 동계 올림픽이 개최되다.
  - 2002년 FIFA 월드컵이 대한민국과 일본에서 동시 개최되다.
  - 대한민국 부산에서 2002년 아시안 게임이 개최되다.
  - 12월 19일 대한민국 제16대 대통령 선거, 노무현이 당선되다.
- 2003년
  - 대구 지하철 화재 참사가 발생하다.
  - 김대중 정부 시대가 막을 내리다.
  - 노무현 정부가 출범하다.
  - 이라크 전쟁으로 사담 후세인 정권이 붕괴되다.
  - 미국 우주왕복선 컬럼비아호 폭발하다.
- 2004년
  - 영화 실미도가 대한민국 최초로 천만 관객을 돌파하다.
  - 노무현 대통령 탄핵 소추안이 헌법재판소에 제출되었으나 기각되었다.
  - 통일호가 폐지되었다.
  - KTX가 개통되었다.
  - 대한민국 제17대 국회의원 선거, 16년 만에 여대야소(與大野小) 국회가 출범하다.
  - 그리스 아테네에서 2004년 하계 올림픽이 개최되다.
  - 대한민국 행정수도 이전에 대해 헌법재판소가 위헌 판결을 내리다.
  - 미국 대통령 선거에서 조지 워커 부시가 재선되다.
- 2005년
  - 제264대 교황 요한 바오로 2세가 선종하다.
  - 제265대 교황 베네딕토 16세가 착좌하다.
  - 경기도 연천군 최전방부대 총기 난사 사건 발생하다.
- 2006년
  - 이탈리아 토리노에서 2006년 동계 올림픽이 열리다.
  - 제 1회 월드 베이스볼 클래식이 개최되다.
  - 이라크에서 사담 후세인의 사형이 집행되다.
  - 2006년 FIFA 월드컵이 독일에서 개최되다.
  - 이탈리아가 헌법으로 징병제를 폐지하고 모병제로 병역 체제를 바꾸다.
  - 제4회 전국동시지방선거가 실시되었으며 당시 야당인 한나라당이 압승했다.
  - 도하에서 2006년 아시안 게임이 개최되다.
- 2007년
  - 평양에서 남북 정상 회담이 개최되다.
  - 태안 기름 유출 사태가 발생하다.
  - 12월 19일 대한민국 제17대 대통령 선거에서 이명박이 당선되다.
- 2008년
  - 호주제와 동성동본제가 폐지되다.
  - 이천 냉동창고 화재 사고가 발생하다.
  - 숭례문 방화 사건이 발생하다.
  - 노무현 정부 시대가 막을 내리다.
  - 이명박 정부가 출범하다.
  - 미국산 쇠고기 수입을 반대하는 큰 시위가 벌어지다.
  - 중화인민공화국 베이징에서 2008년 하계 올림픽이 개최되다.
  - 현지시간 11월 4일(한국시간 11월 5일) 미국 대통령 선거에서 버락 오바마가 당선되다.
- 2009년
  - 용산4구역 철거현장 화재 사건이 발생하다.
  - 한반도 대운하 계획을 철회하고, 4대강 정비 사업을 본격화했다.
  - 조지 W. 부시 행정부 시대가 막을 내리다.
  - 버락 오바마 행정부가 출범하였다.
  - 신종플루가 전 세계적으로 확산하여 대한민국에서는 759,678명이 감염되어 270명이 사망했다.
  - 대한민국 제16대 대통령 노무현과 대한민국 제15대 대통령 김대중이 서거하다.
  - 대한민국과 조선민주주의인민공화국이 동시에 월드컵 직행 티켓을 따내다.
  - 서울 지하철 9호선 1단계 구간(개화~신논현)이 개통되었다.

## 문화
2000년대는 아날로그 매체와 디지털 매체의 혼용기이자 과도기로, 스마트폰이 대중화된 이후인 2010년대와는 다른 시대상을 띄고 있다. 스마트폰이 파생시킨 모바일 문화가 형성되기 이전이기 때문에 2000년대의 디지털 시장은 PC 위주로 돌아갔으며 아날로그 매체가 여전히 대중들에게 사용되었다.
2000년대 초반  여러 디지털 매체와 기술이 개발, 출시되던 시기로 디지털 매체가 완전 대중화되기 이전이었다. 따라서 아날로그 매체와 디지털 매체의 점유율이 비등비등했으며, 아날로그 매체들이 대중들 사이에서 광범위하게 사용되었다. 1980년대부터 이어진 아날로그 매체의 마지막 전성기로 평가되고 있으며, 이 시기의 문화는 디지털 매체가 아날로그 매체를 점차 앞지르기 시작한 2000년대 중~후반과는 미묘한 차이점을 보인다. 디지털 기술 역시 이 시기에는 여전히 흑백폰이 자주 사용되던 시기였고 2002년 출시된 블랙베리의 첫 스마트폰도 흑백 액정으로 출시되었으며, 전 세계적으로 여전히 2G가 상용화되었던 시기였다. 아날로그 시장과 디지털 시장이 공존기를 이루며 균등한 점유율을 지녔던 2000년대 초반은 여러 대중들에게 회상되고 있으며, 이 시기의 문화와 감성들은 지금도 여러 창작소재로 이용되고 있다.
2000년대 중반부터는 디지털 매체의 발달이 이루어져 아날로그 매체를 앞서게 되었고 스마트폰이 등장하기 이전까지 디지털 시장은 최대의 전성기를 누렸다. 특히 영상/저장 매체의 경우 필름카메라와 아날로그 캠코더 등이 대부분 디지털 카메라와 디지털 캠코더로 대체되었으며 비디오테이프와 카세트테이프도 각각 DVD, CD에 밀려 판매량이 떨어졌다. 디지털 기술 역시 휴대전화에 안테나가 내장되고, 디지털 카메라 화소 급의 카메라폰이 등장하고 흑백폰이 완전 컬러폰으로 대체되는 등 큰 발전을 이루었다. 통신기술도 3G가 상용화되며 또 한번 세대교체를 이루었다. 하지만 아날로그 시장은 완전 쇠퇴하지 않았고 디지털 매체에게 밀리면서도 여전히 2000년대 후반까지 꾸준히 대중들에게 사용되었다. 이는 디지털 시장의 한계적 문제점 때문이기도 한데, 디지털 시장이 각 분야별로 전자시장이 세분화되어 있어 디지털 시장이 아날로그 시장을 완전히 대체할 만큼 기술적인 발전을 하지 못했던 것이 원인이었다. 이 시기는 아날로그 매체가 대중들에게 사용되었던 마지막 시기이기도 했다.
2000년대 후반까지 아날로그 매체와 디지털 매체의 공존기가 이어졌지만 2010년대 초반 스마트폰이 등장하며 아날로그 매체와 기존의 디지털 시장 모두 함께 몰락하여 인류의 삶에서 사라지게 된다. 스마트폰은 기존 세분화되어 있던 전자시장을 휴대전화 하나에 담아대는 디지털 기술의 집합체로 여겨졌고 스마트폰이 대중화된 이후 기존의 디지털 시장은 대부분 몰락하게 되었다. 또한 2000년대 후반까지 여전히 대중들에게 사용되던 아날로그 매체도 완전히 도태되어 시장에서 퇴출되었다. 2010년대 스마트폰의 대중화로 인류는 1990년대 중반 디지털 기술 태동 이래 2000년대까지의 과도기를 지나, 완전한 디지털 시대의 개막을 목격하게 되었다.

## 같이 보기
- 연대 목록
- 밀레니얼 세대